# Addys Mercedes
Addys Mercedes (Holguín, 1973), anteriormente também conhecida como Addys D'Mercedes, é uma cantora e compositora cubana.

## Biografia
Saiu de seu país em 1993. Vive em Düsseldorf e Tenerife.

## Álbuns
- Mundo Nuevo (2001 Media Luna)
- Nomad (2003 Media Luna)
- Addys (2012 Media Luna)

## Singles & Videos
- Mundo Nuevo (2001 Media Luna)
- Gitana Loca (2005 Media Luna)
- Esa Voz (2005 Media Luna)
- Sabado Roto (2011 Media Luna)
- Hollywood (2012 Media Luna)
- Gigolo (2012 Media Luna)

## Remixes
- Mundo Nuevo (Tony Brown - Media Luna)
- Gitana Loca (Tony Brown - Media Luna)
- Esa Voz (4tune twins - Media Luna)
- Afro D' Mercedes (Andry Nalin - Media Luna)
- Oye Colombia (4tune twins - Media Luna)
- Cry It Out (Guido Craveiro - Media Luna)
- Cha Ka Cha  (Ramon Zenker - Media Luna)